# Big Pine Key
Big Pine Key statisztikai település az USA Florida államában, Monroe megyében. Lakosainak száma 4521 fő (2020. április 1.).

## Népesség
A település népességének változása:
| Lakosok száma | 5032 | 4252 | 4521 |
|               | 2000 | 2010 | 2020 |